# Giorgio Panariello
Giorgio Panariello (Firenze, 30 settembre 1960) è un comico, cabarettista, imitatore, attore e conduttore televisivo italiano.

## Biografia

### Gli esordi
Nato a Firenze ma napoletano di origini, visse un’infanzia difficile: cresciuto dai nonni, poiché la madre lo abbandonò dopo il parto essendo troppo giovane per crescere un figlio, del padre al contrario non si sa nulla. Suo fratello Franco, più piccolo di un anno, verrà invece affidato a un istituto di suore. Giorgio si diploma all'istituto alberghiero di Marina di Massa, suo paese d'origine. Tra il 1979 e il 1981 lavora presso un cantiere navale di Viareggio, ma abbandonerà questo lavoro per approdare come deejay e imitatore a Radio Forte dei Marmi, e con Carlo Fontana, Cesare Tarabella, Claudio Fortini e Massimo Polacci danno vita alla trasmissione Radiosquillo, che proporranno anche in svariate discoteche della Versilia. In quella trasmissione nasce il personaggio di Merigo e spopola imitando, fra gli altri, il cantante Renato Zero. Questa esperienza termina nel 1985.
Vive in Versilia facendo svariati lavori, tra cui il cameriere in diversi locali tra i quali La Capannina di Forte dei Marmi, e crea un primo sodalizio con altri versiliesi che si affacciano nel mondo del cabaret tra cui Franco Ginesi, Rino Rivieri, Adolfo Drago, Mario Bertoncini, Ennio Bongiorni e Umberto Mosti. Con questi forma il gruppo I Lambrettomani (dal nome dello scooter Lambretta) con i quali approda a Firenze dove incontra, proprio a un'esibizione del gruppo presso L'Aloha di Fiesole, Carlo Conti e Leonardo Pieraccioni.
Suo cavallo di battaglia è l'imitazione di Renato Zero: in coppia con Drago, nel ruolo dell'autista, crea un vero spettacolo itinerante nelle notti viareggine. Inizia a esibirsi da solo con maggiore frequenza nelle discoteche toscane, fino ad approdare in trasmissioni per il lancio di nuovi talenti: è il caso di Stasera mi butto, con cui sbarca in Rai nel 1991. Nello stesso momento comincia un tirocinio teatrale con due spettacoli nei quali prova a proporre personaggi tipicamente toscani: lo scolaro Simone, l'ubriaco Merigo e Mario il bagnino.
Carlo Conti, in vacanza a Vibo Valentia nel 1986, incontra Panariello mentre imita Renato Zero e così lo presenta nel suo programma Succo d'arancia, dove esordisce anche Leonardo Pieraccioni. I tre formano così un trio comico, che in Toscana furoreggia nei teatri, in uno spettacolo chiamato Fratelli d'Italia.
Insieme a Carlo Conti appare ancora sul piccolo schermo nel 1994, nella trasmissione Vernice fresca su Teleregione Toscana. L'anno successivo la coppia riscuote maggiore successo con Aria fresca, trasmessa sempre su Canale 10, Videomusic e dopo poche puntate trasferita su Telemontecarlo grazie agli ottimi ascolti. Il duo Panariello-Conti riesce così ad approdare sulla Rai e insieme sono protagonisti dei programmi Su le mani nell'estate 1996 e Va ora in onda nell'estate 1997.

### Il successo
Entrato nella scuderia dei nuovi comici italiani degli anni novanta, insieme ad Antonio Albanese, Aldo, Giovanni e Giacomo, Leonardo Pieraccioni e altri, sotto l'egida del produttore Vittorio Cecchi Gori esordisce al cinema nel 1996 nel ruolo insolitamente drammatico di un maresciallo di una cittadina toscana negli anni trenta in trepida attesa del Duce nel film Albergo Roma, diretto da Ugo Chiti e tratto dalla sua commedia teatrale Allegretto... per bene ma non troppo. Al cinema, dove appare poi in un ruolo brillante nella commedia di Umberto Marino Finalmente soli, preferisce il palcoscenico, iniziando nel 1997 con Boati di silenzio proposto anche in videocassetta.
Si cimenta anche come regista, dirigendo sé stesso in due pellicole: nel 1999 in Bagnomaria, antologia dei suoi personaggi, e l'anno seguente in Al momento giusto, dove interpreta un cronista che si trova per caso impegnato nello scoop clamoroso del crollo della Torre di Pisa. 

### Show, fiction, conduzione e direzione artistica del Festival di Sanremo 2006

Giorgio Panariello, secondo da destra, col cast della seconda edizione del programma Torno sabato. Da sinistra Paolo Belli, Matilde Brandi e Anna Oxa (2001)

Nel 2000, 2001 e 2003 conduce su Rai Uno lo show Torno sabato legato alla lotteria Italia, nel quale si propone come show-man in monologhi e duetti canori e comici con personaggi famosi, tra cui Renato Zero, Sophia Loren, Terence Hill, Luciano Pavarotti, Vasco Rossi, Stefano Santucci, Adriano Celentano, Andrea Bocelli, Eros Ramazzotti, Raffaella Carrà, Gianni Morandi e Claudio Baglioni in duetto. 
Sul palcoscenico, sempre dal 2001, inizia una collaborazione col regista Giampiero Solari e con il cantante Paolo Belli, già componente del complesso Ladri di biciclette: nella primavera del 2003 interpreta il suo primo ruolo serio, di monsieur Jordain, nel Borghese gentiluomo di Molière. 
Dopo essere comparso come ospite d'onore nella serata finale del Festival di Sanremo 2003, nel marzo 2004 affronta la sua prima tournée americana, a New York.
Il 16 ottobre 2004 torna in televisione in diretta dal Teatro Verdi di Montecatini Terme con lo show del sabato sera Ma il cielo è sempre più blu.
Nel 2005 torna sul grande schermo nel film girato da Pieraccioni Ti amo in tutte le lingue del mondo, uno dei campioni d'incasso nel Natale di quell'anno. Nello stesso anno recita dunque nella fiction Matilde con Sabrina Ferilli.
Nel 2006 presenta il Festival di Sanremo, del quale ricopre anche il ruolo di direttore artistico con Victoria Cabello: l'edizione di quell'anno tuttavia non ottiene il successo sperato, con una media di 8 380 000 telespettatori e uno share del 40,17%.
Nel 2007 interpreta Notte prima degli esami - Oggi di Fausto Brizzi e SMS - Sotto mentite spoglie di Vincenzo Salemme, con il quale torna a lavorare l'anno successivo in No problem.
Nel 2007 si esibisce con lo spettacolo Faccio del mio meglio e nel 2011 torna con Panariello non esiste.
Da febbraio 2010 porta in scena a teatro lo spettacolo Ogni maledetta domenica, un esperimento di teatro alla radio: le otto serate previste dello show, realizzato al teatro The Club di Roma, vanno in onda in diretta radiofonica sulle frequenze di RTL 102.5; in questo nuovo lavoro Panariello presenta una serie di nuovi personaggi affiancati ai classici del suo repertorio.
Durante i Mediaset Night 2011, la tradizionale serata in cui i vertici Mediaset presentano le novità del palinsesto autunnale agli investitori pubblicitari e alla stampa, Piersilvio Berlusconi ha annunciato l'ingresso in squadra di Giorgio Panariello che lavorerà a Mediaset nella stagione 2011/2012. Il suo show, Panariello non esiste, parte quindi il 5 marzo 2012, in prima serata su Canale 5. Lo show termina dopo quattro appuntamenti il 26 marzo 2012, raccogliendo ottimi ascolti e critiche positive, ospitando inoltre, puntata per puntata, personaggi come Renato Zero, Claudio Baglioni, Joaquín Cortés, Martina Stella, Raffaella Carrà, Laura Pausini e molti altri.

### I ritorni in Rai, a teatro e al cinema
Nell'autunno 2012 torna a teatro con lo spettacolo In mezzo@voi!, incentrato sull'attualità e sulle novità dei cosiddetti social network. Lo spettacolo prosegue con diverse date fino al marzo 2013. Nello stesso periodo comincia le riprese di Un fantastico via vai, film diretto e interpretato da Leonardo Pieraccioni, dove recita tra gli altri con Maurizio Battista, Serena Autieri, Massimo Ceccherini e Marco Marzocca: il film esce nelle sale nel dicembre 2013, a ridosso delle festività natalizie. Il 12 aprile 2014 è ospite della terza puntata del serale di Amici condotto da Maria De Filippi, dove sarà nuovamente ospite il 27 maggio in occasione della puntata finale.
Il 16 ottobre 2014 esce nelle sale il film ...E fuori nevica!, diretto e interpretato da Vincenzo Salemme, con protagonisti oltre a Panariello Carlo Buccirosso, Maurizio Casagrande e Margareth Madè. Il 14 febbraio 2015 è ospite durante l'ultima serata del Festival di Sanremo condotto dall'amico Carlo Conti, imitando Renato Zero con a seguire un monologo sull'attualità; riceve poi il "Premio Città di Sanremo". Il suo intervento segna il picco d'ascolti della serata, con quasi 15 milioni di spettatori. Da dicembre del 2015, e per altri due anni, torna in TV su Rai 1 con lo spettacolo Panariello sotto l'albero, dove ripropone alcuni suoi personaggi di successo e alcune imitazioni tra le più riuscite.
Il 5 e 6 settembre 2016 esordisce all'Arena di Verona con Leonardo Pieraccioni e Carlo Conti con lo spettacolo Pieraccioni, Conti e Panariello - Lo Show. Seguirà poi una tournée con tappe nei palasport di Assago, Roma, Firenze e Livorno. Il 7 giugno del 2018 ha condotto da piazza del Plebiscito di Napoli su Rai 1 Pino è, concerto speciale in ricordo di Pino Daniele, morto tre anni prima, a cui hanno partecipato vari artisti della musica italiana, tra cui Biagio Antonacci.
Dall'autunno 2018 è fra i giurati di Tale e quale show, trasmissione di Rai 1 condotta dall’amico Carlo Conti; ricopre tale ruolo anche nei vari spin-off. 
Il 14 febbraio 2020 va in onda su Rai 1, Panariello, Conti, Pieraccioni - Lo Show, ultima tappa di Montecatini Terme del tour fatto con gli amici Carlo Conti e Leonardo Pieraccioni, che vince la serata con il 25,6% di share. Il 6 novembre conduce la seconda puntata di Tale e quale show - Il torneo insieme a Loretta Goggi, Vincenzo Salemme e Gabriele Cirilli per l'assenza di Carlo Conti, ricoverato in ospedale a causa del COVID-19. L'11 febbraio 2021 sbarca su Rai 3 con Lui è peggio di me, show con Marco Giallini.
Dal 2022 torna a girare l'Italia con il suo spettacolo La favola mia, distribuito poi su Netflix nell’estate del 2023 e sul Nove a inizio 2025. Il 24 giugno 2023 conduce su Rai 1 il concerto benefico Italia Loves Romagna. Dall'estate del 2023 insieme all’amico Marco Masini gira i teatri e le piazze italiane con lo spettacolo Panariello vs Masini - Lo strano incontro prima e Panariello vs Masini - Il ritorno poi. Nel giugno del 2025 debutta su RaiPlay come conduttore di Nel garage, nuovo format in cui intervista visionari, esperti, studiosi e imprenditori. Sempre in estate torna al cinema dopo dieci anni nel film per ragazzi Incanto. 

## Vita privata
Panariello è stato fidanzato per ben 17 anni con Elena Metti, ad oggi la sua storia più duratura. In seguito, si è fidanzato con Elisa Isoardi e successivamente con Dalila Frassanito. Attualmente, è fidanzato con Claudia Maria Cappellini, di 25 anni più giovane. Nonostante queste relazioni, il comico non si è mai sposato.
Giorgio Panariello ha però un rimpianto, quello di non avere figli, come dimostra dalle seguenti frasi: «Non sono mai venuti i figli, non avendo avuto una famiglia regolare, non c'è stato un passaggio di consegne. Non avevo paragoni, non sentivo il senso della famiglia in quanto tale»; «Ho sempre formato famiglie, ma non mi sono mai sposato e non ho mai avuto figli. Io sarei stato un padre meraviglioso, anche se c'è sempre tempo».
Per l'attore, però, il rimpianto di non aver conosciuto i genitori è ancora più forte di quello di non aver avuto figli, anzi è proprio il fatto di non aver conosciuto i genitori ha influenzato Panariello sulla possibilità e volontà di avere i figli.

## Controversie
Nel luglio 2009 Panariello è stato oggetto di una polemica politica: alcuni abitanti del comune di Montignoso, cittadina dove il comico ha vissuto a lungo (e vive tutt'oggi durante i mesi estivi) hanno presentato una richiesta formale al sindaco affinché non conferisse allo showman la cittadinanza onoraria per la quale era stato aperto l'iter. Il motivo è la decisione del comico di collaborare come consulente con l'allora sindaco di Prato Roberto Cenni, esponente di spicco del centrodestra toscano. Panariello ha smentito l'accusa di essere un traditore politico, sostenendo di essere di sinistra ma di ritenere superati gli steccati ideologici, motivando la scelta come dettata da antica amicizia, dato che Cenni, imprenditore e amministratore delegato della Sasch, era stato tra i primi finanziatori dei suoi spettacoli.

## Imitazioni e personaggi
Giorgio Panariello ha impersonato numerosi personaggi sia reali che immaginari. Nel suo repertorio troviamo le interpretazioni di Magic Alberta, Mario il bagnino, Merigo, Simone, Renato Zero, Lello Splendor, Nando, Ficus, la signora Italia, Naomo (parodia di Flavio Briatore) il macellaio Pio Bove, Il Pierre del Chiticaca di Orbetello, Raperino, Bruschetta, Julio Iglesias, Alessandro Del Piero e Sirvano.
Mario il bagnino
Uno tra i suoi personaggi più famosi è il bagnino Mario, che lavora da sempre presso il Bagno Maria di Forte dei Marmi. La sua datrice di lavoro è Beatrice alla quale, quando lei lo chiama, risponde sempre "Oh Bice, che dice?". La sua esclamazione tipica è "Mariannacane!". A ogni apparizione Mario si vanta di imprese incredibili avvenute in mare, come salvataggi di gruppo o gare di ogni genere vinte a man bassa. Il suo motto è "C'ho una determinata potenza ne' bracci non indifferente!" Il personaggio compare anche nel film Bagnomaria.
Simone
Nato con il primo spettacolo teatrale Quaderni a quadretti, è un bambino molto vivace, sempre pronto a creare zizzanie in famiglia sparlando in continuazione di tutto e di tutti. Nonostante frequenti la scuola non lo si può definire uno studente modello: fra tutti i suoi passatempi basta citare la frequente scrittura di letterine e pensierini a Babbo Natale (dove si premura di fargli sapere come è stato bravo e tranquillo durante l'anno, presentando poi un'abnorme lista di regali) è pazzamente innamorato di una sua compagna di classe, Giulia, e trascorre gran parte del suo tempo con il nonno, al quale ne combina di tutti i colori. Adora i videogiochi e i cartoni animati, primo fra tutti i Power Rangers, con i quali si identifica in maniera totalizzante, urlando il suo motto "Simone Power Rangers" tenendo costantemente le braccia alzate. Il personaggio compare anche nel film Bagnomaria. La sua frase ricorrente è E So Simoneee!
Merigo
Ciclista perennemente ubriaco, sempre vestito con una maglia azzurra a righe gialle. Normalmente trova qualcuno che tenta per scherzo di rubargli la bicicletta e poi lo accusa di aver dimenticato dove l'ha lasciata poiché sbronzo. È un personaggio davvero esistito nel passato di Panariello, poiché era il sacrestano della sua parrocchia. Dice spesso al suo interlocutore "Non fare tanto lo stupido!" Anche questo personaggio compare nel film Bagnomaria.
Il Pierre del Chiticaca di Orbetello
Il Pierre è un giovane che lavora alla discoteca Chiticaca di Orbetello, locale dove lavorerebbe pure la sorella che, a detta di lui, sarebbe estremamente brutta. Veste sempre con una giacca di pelle nera e dei pantaloncini attillati verde fosforescente, con un evidente pacco a mo' di marsupio, da cui deriva la celeberrima domanda che ripete spesso: "Si vede il marsupio?" Il personaggio compare anche nel film Bagnomaria, dove nell'occasione diventa però il figlio scapestrato del sindaco del paese.
Lello Splendor
È il classico partecipante a un quiz a premi, porta una chioma nera e dichiara di venire da "Ascoli provincia di Piceno". Quando il suo interlocutore gli pone una domanda da quiz lui dà sempre risposte improbabili. Dice molto spesso "Sì, sì", "Uh, scusa!!" e "Assettati ins'una panca, Lello Splendor (il migliore) e la o fanta". Anche questo è un personaggio che esiste davvero, precisamente a Massa, dove Giorgio ha ripreso molti dei suoi personaggi migliori caratterizzandoli e imitandoli perfettamente.
La signora Italia
Uno dei personaggi più famosi e apprezzati. È una donna di mezz'età estremamente loquace e pettegola, che compare sempre mentre si trova sotto il casco del parrucchiere e racconta fatti privati propri o di suoi conoscenti. È solita storpiare i nomi e i modi di dire, ad esempio gli spaghetti con l'astice diventano per lei gli spaghetti col "mastice", oppure il modo di dire "spezzare una lancia" diventa "spezza un'arancia". Storpia anche i passati remoti dei verbi: ad esempio, andò diventa andiede, ordinai diventa ordiniedi. Dal 2009 il personaggio compare negli spot Wind.
Raperino
È il più malinconico dei personaggi di Panariello. È un anziano col bastone che siede su una panchina ed esprime dei monologhi parlando del passato e del presente, insistendo particolarmente sulle condizioni di disagio degli anziani.
Luiji
Personaggio diventato famoso specialmente negli spot Wind insieme a Vanessa Incontrada. Luiji è un insegnante di samba, che termina tutte le parole che dice con il suffisso -ji. Ogni volta che gli viene chiesto da dove viene, risponde che è della provincia di Firenze, storpiando il nome di Scandicci (comune dell'hinterland fiorentino) nel più esotico Scandiji.
Naomo
Personaggio introdotto a partire da Torno sabato, ed è la parodia di Flavio Briatore (il nome è la maschilizzazione di Naomi Campbell, ex compagna del dirigente sportivo). Naomo è ricchissimo e ostenta in continuazione la propria situazione economica, sottolineando invece la povertà dei suoi interlocutori. Dal 2009 il personaggio compare anche negli spot Wind.
Nando
È il classico impresario di artisti e cantanti. Va in giro con un impermeabile beige e con un singolare guinzaglio che sta però in alto (come se avesse un animale volante). Molto spesso gli suona il telefonino e inizia a parlare la propria segretaria Roberta, che al termine della conversazione congeda con la frase "Roberta, saluta tutti eh?" Molto spesso presenta al pubblico, come uno dei suoi principali artisti, il cantante Tony Corallo, che poi entra in scena cantando la celebre Lauretta mia.
Pio Bove, il macellaio
Personaggio introdotto in Torno sabato, è un macellaio toscano specializzato nella vendita di pollame; come paradosso per la sua professione dice spesso "quelli che fanno del male agli animali li ammazzerei tutti". Pio Bove racconta spesso fatti privati e in particolare dice ogni volta di avere una nonna anziana con "un avvoltoio sulla spalliera che le fa ansia".
Sirvano
Personaggio nato nel 2011, rappresenta il classico uomo di mezza età che si incontra fuori dal bar, con poca voglia di lavorare e giudizi pronti contro tutto il mondo. Questo personaggio è soprannominato il "Và'ia" per via della frase che ripete in continuazione.
Magic Alberta
Panariello presentava questo personaggio durante i primi anni di carriera, imitazione di una donna transgender che proponeva la vendita di improbabili film a luci rosse dai titoli più fantasiosi e comici. Il personaggio fortemente caricaturale imitava l'allora programma notturno di Maurizia Paradiso che appunto vendeva film a luci rosse durante le programmazioni notturne di alcune reti private.
Hardo
Improbabile venditore di tappeti di un non ben precisato paese magrebino anche se dall'uso smodato della "c" aspirata toscana sembra quasi fiorentino. Proposto più che altro durante le prime apparizioni di Panariello su reti locali.

## Filmografia

### Cinema
- Albergo Roma, regia di Ugo Chiti (1996)
- Finalmente soli, regia di Umberto Marino (1997)
- Bagnomaria, regia di Giorgio Panariello (1999)
- Al momento giusto, regia di Giorgio Panariello e Gaia Gorrini (2000)
- Chi?, regia di David Mancori (2002)
- Ti amo in tutte le lingue del mondo, regia di Leonardo Pieraccioni (2005)
- Notte prima degli esami - Oggi, regia di Fausto Brizzi (2007)
- SMS - Sotto mentite spoglie, regia di Vincenzo Salemme (2007)
- No problem, regia di Vincenzo Salemme (2008)
- I mostri oggi, regia di Enrico Oldoini (2009)
- Sharm el Sheikh - Un'estate indimenticabile, regia di Ugo Fabrizio Giordani (2010)
- Natale in Sudafrica, regia di Neri Parenti (2010)
- Amici miei - Come tutto ebbe inizio, regia di Neri Parenti (2011)
- Un fantastico via vai, regia di Leonardo Pieraccioni (2013)
- ...E fuori nevica!, regia di Vincenzo Salemme (2014)
- Uno per tutti, regia di Mimmo Calopresti (2015)
- Incanto, regia di Pier Paolo Paganelli (2025)

### Cortometraggi
- Più accecante della notte, regia di Diego Bonuccelli (2016)
- Nel posto giusto, regia di Siddharta Prestinari (2025)

### Televisione
- Matilde – film TV (2005)
- Tutti insieme all'improvviso – serie TV (2016)
- Romolo + Giuly: La guerra mondiale italiana – serie TV (2018) - cameo
- Pezzi unici – serie TV (2019)
- Tutta scena – serie TV (2025)

## Teatro
- Quaderni a quadretti (1992)
- Vicini birichini (1993)
- Fratelli d'Italia (1993)
- La legge è ovale per tutti (1994)
- Panariello sotto l'albero (1995)
- Panariello sotto l'albero... un anno dopo (1996)
- Boati di silenzio (1997)
- Nuovi boati di silenzio (1998)
- Panariello Light (1999)
- Prove di uno show (2000)
- Panariello...chi? (2001)
- Panariello d'estate (2002)
- Chissà se sarà uno show (2002)
- Il borghese gentiluomo (2003-2004)
- Giorgio in scena (2004)
- Faccio del mio meglio (2006-2007)
- Del mio meglio Live (2008)
- Panariello non esiste (2011)
- In mezz@voi! (2012-2013)
- Panariello sotto l'albero - Vent'anni dopo (2014-2015)
- Pieraccioni, Conti e Panariello - Lo Show (2016-2020)
- Il Panariello che verrà (2017)
- Panariello Story (2021)
- La favola mia (2022-2023)
- Panariello vs Masini - Lo strano incontro (2023-2024)

## Programmi televisivi
- Succo d'arancia (Teleregione Toscana, 1986-1989)
- Vernice fresca (Cinquestelle, 1989-1994)
- Stasera mi butto (Rai 2, 1991)
- Aria fresca (Video Music, 1995-1996)
- Su le mani (Rai 1, 1996)
- Va ora in onda (Rai 1, 1997)
- Sanremo Estate (Rai 1, 1999)
- Torno sabato (Rai 1, 2000)
- Torno come mai di giovedì (Rai 1, 2000)
- Torno sabato - La Lotteria (Rai 1, 2001-2002)
- Torno sabato...e tre (Rai 1, 2003-2004)
- Ma il cielo è sempre più blu (Rai 1, 2004)
- Festival di Sanremo (Rai 1, 2006)
- Panariello non esiste (Canale 5, 2012)
- Panariello sotto l'albero (Rai 1, 2015-2017)
- Tale e quale show (Rai 1, dal 2018)
- Tale e quale show - Il torneo (Rai 1, 2018-2023)
- Tali e quali (Rai 1, 2019-2024)
- Panariello, Conti, Pieraccioni - Lo Show (Rai 1, 2020)
- Amici Speciali - Con TIM insieme per l'Italia (Canale 5, 2020)
- Lui è peggio di me (Rai 3, 2021)
- Natale e quale show (Rai 1, 2022-2023)
- Tale e quale Sanremo (Rai 1, 2023-2024)
- Italia Loves Romagna - Il Concerto (Rai 1, 2023)
- Giorgio Panariello: la favola mia (Netflix, 2023; Nove, 2025)
- LOL - Chi ride è fuori (Prime Video, 2024) vincitore
- Nel garage (RaiPlay, 2025)

## Musica
Panariello è anche un autore di canzoni, tra cui Questa vita (scritta con Massimo Miniati, chitarrista degli Interno 31, e cantata anche in coppia con Giorgia a Torno sabato) e Che Natale sei (cantata assieme a Petra Magoni).
Nel 1988 partecipa al progetto musicale disco dance "Mod. N.4" con Judicta e Judicta II; nei due vinili sono presenti le imitazioni di Roberto Benigni e Francesco Nuti e la voce di papa Giovanni Paolo II.
Nel 1989 compare nel brano Mussolini disco dance, del gruppo Mod. n.4, imitando la voce del Duce in una parodia della storica dichiarazione di guerra che diventa "dichiarazione di festa". Il vinile contiene anche un monologo di Panariello.
Nel 1992 esce un disco mix dove Giorgio canta una sua versione de Il Cielo su un lato mentre sull'altro lato una versione dance con tutte le sue imitazioni e i suoi personaggi.
Nel 1996 pubblica il cd Aria Fresca, contenente i brani musicali per la trasmissione omonima, cantato da Carlo Conti e Panariello stesso, prodotto da Gianluca Sibaldi, Carlo Conti e Fernando Capecchi.

## Videoclip
- Ancora qui di Renato Zero, diretto da Alessandro D'Alatri (2009)

## Pubblicità
- Wii[14]
- Wind[15]

## Libri
Nel settembre 2008 è uscito il libro Non ti lascerò mai solo, che narra la storia di un uomo che riesce a cambiare vita e a scoprire i veri valori della vita grazie a un cagnolino. Il 26 marzo 2019 esce il libro edito da Arnoldo Mondadori Editore dal titolo Adesso tu. Si tratta di un romanzo con cenni autobiografici. Nel novembre 2020 esce un altro libro edito da Mondadori, dal titolo Io sono mio fratello dedicato al fratello Franco, deceduto il 26 dicembre 2011 per ipotermia.
- Panariello show (prima le donne e poi i bagnini), collana Comix, Modena, Franco Cosimo Panini Editore, 1996, ISBN 88-8193-002-1.
- Affetti personali, collana Comix, Modena, Franco Cosimo Panini Editore, 1998, ISBN 88-8193-060-9.
- Panariello chi?, Segrate, Mondadori, 2001, ISBN 88-04-46759-2. (con VHS)
- Giorgio Panariello e Massimo Cotto, Il grullo parlante. La mia vita oltre la scena, Reggio Emilia, Aliberti Editore, 2006, ISBN 88-7424-143-7.
- Non ti lascerò mai solo, collana Arcobaleno, Segrate, Mondadori, 2008, ISBN 978-88-04-52480-9.
- Guardami negli occhi (quando mi abbandoni), collana Arcobaleno, Segrate, Mondadori, 2009, ISBN 978-88-04-59075-0.
- Riccardo Cassini, Nutella nutellae 2.0, prefazione di Rosario Fiorello, postfazione di Giorgio Panariello, Roma, minimum fax, 2013, ISBN 978-88-7521-492-0.
- So che ci sarai sempre, Segrate, Mondadori, 2016, ISBN 978-88-520-7122-5.
- Adesso tu, Segrate, Mondadori, 2019, ISBN 978-88-04-70585-7.
- Io sono mio fratello, collana Vivavoce, Segrate, Mondadori, 2020, ISBN 978-88-04-73418-5.

## Riconoscimenti
- Gran Premio Internazionale dello Spettacolo
  - 2000 – Telegatto al Personaggio rivelazione dell'anno

- Premio TV - Premio regia televisiva
  - 2000 – Personaggio rivelazione dell'anno
  - 2002 – Personaggio maschile dell'anno

### Altri premi
- 2012 – Premio Coriandolo d'Oro della Fondazione Carnevale di Viareggio
- 2015 – Premio Città di Sanremo
- 2024 – Vincitore di LOL - Chi ride è fuori